# Tianshan Gate of the World
Der Tianshan Gate of the World (chinesisch: 武汉天地), auch Shijiazhuang International Finance Center, wird ein Wolkenkratzer in der Jiefang Avenue im chinesischen Shijiazhuang sein. Mit einer Höhe von 450 Metern wird es eines der höchsten Gebäude der Welt. Das Gebäude wird 106 Stockwerke (mit drei weiteren unterirdischen) haben und Teil eines neu errichteten Geschäftsdistrikts mit zwei weiteren Wolkenkratzern sein.
Das Gebäude wurde 2018 geplant. Die Bauarbeiten begannen 2019 und sollen 2025 abgeschlossen sein. Architekt ist der Argentinier César Pelli.